# 宝华街道 (个旧市)
宝华街道，是中华人民共和国云南省红河哈尼族彝族自治州个旧市下辖的一个街道办事处。
2022年4月28日，红河州人民政府批复同意撤销城区街道，析置金湖街道、宝华街道。2022年11月11日，宝华街道正式成立。

## 行政区划
城区街道下辖以下地区：
青杉里社区、宝华社区、胜利社区、文锡社区、民权社区、上河社区、永胜社区、和平社区、中山社区、五一社区、新冠社区、新电社区和锡山社区。